# هسبانيا الرومانية

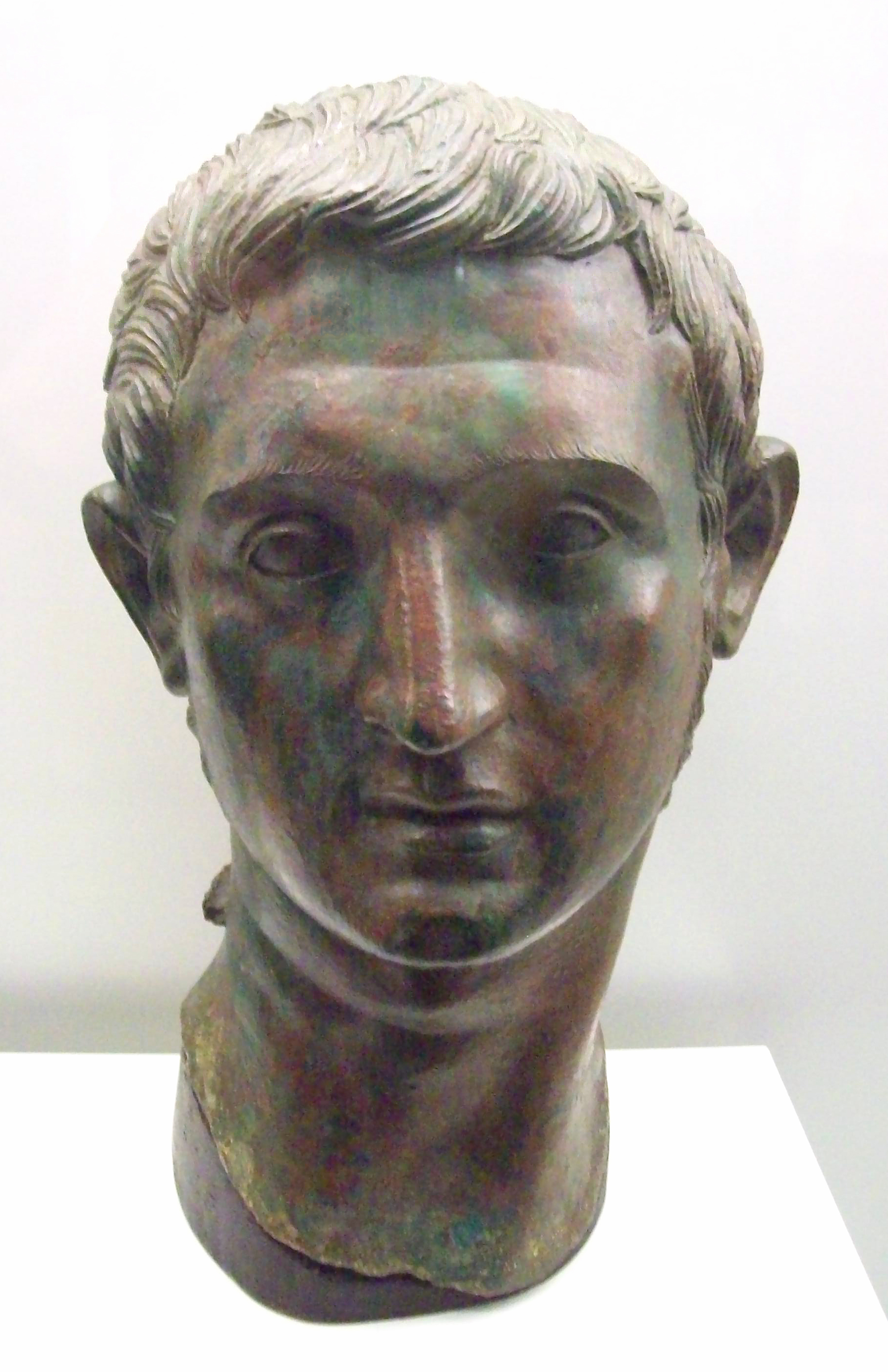

هسبانيا الرومانية اسم أُطلق على أراضي شبه الجزيرة الإيبيرية أثناء الفترة التاريخية لحكم روما. ظهرت هذه الفترة من 218 قبل الميلاد (تاريخ استقرار الرومان في أمبوراس) حتى بدايات القرن الخامس، عندما دخلت قبائل القوط شبه الجزيرة الإيبيرية وسيطروا على السلطة في روما. وعلى مدار هذه الفترة التي امتدت لحوإلى سبعة قرون فقد شاهدالكثير من السكان والتنظيم السياسي للأراضي الإسبانية تغيرات عميقة وغير قابلة للانعكاس. وظلت معروفة بالأثر الثقافي والعادات الرومانية التي لا يمكن الخلط بينها وبين غيرها. وبهذا؛ وبعد فترة من الغزوات أصبحت هسبانيا جزءًا أساسيًا من الإمبراطورية الرومانية وترتب على ذلك ثروة ضخمة من المواد الأولية والبشرية. وظلت على مدار قرون واحدة من الأجزاء الأكثر أهمية في العالم الرومانى ومهد لبعض حكومات الإمبراطورية.
وعرفت الشعوب الخاضعة لهم عملية الاندماج في الحياة الرومانية وثقافتهم بالرومانية. وكان العنصر البشرى العامل الأكثر نشاطًا والجيش عامل التكامل الرئيسي. وقد تكون المجتمع الإسباني مثله مثل بقية الإمبراطورية الرومانية من عبيد وأحرار؛ الأحرار يمكنهم المشاركة في الحكومة والتصويت في الانتخابات وتملُك الأراضي على النقيض، فإن العبيد لم يتمتعوا بأى حقوق وكانوا تحت سيادة الأحرار. النساء منهم أحرار ومنهم عبيد ولكنهم لا يمتلكون نفس حقوق الرجل.

## إيبيريا وهسبانيا
استخدم الكتاب اللاتينين اسم إسبانيا بدلا من إيبيريا، مثل الكاتب اللاتيني إنيوإنيوالذي عاش بين 239 و169 قبل الميلاد؛ حيث انه الأول الذي أطلق أسم إسبانيا على الإيبريا في كتابه هسبانيا الرومانية. في القرن الأول قبل الميلاد، الكتاب اللاتينيون طلقوا على شبه الجزيرة الإيبيرية عدة مسميات مثل هسبانيا وإيبيريا. وقد نص الجغرافي سترابوان في كتابه الثالث عن الجغرافية وهو من أكثر الوثائق أهمية التي تتحدث عن علم الأعراق البشرية لشعوب هسبانيا القديمة، نص صراحة على انهم كانوا يستخدمون المصطلحين أثناء القرن الأول قبل الميلاد بالتبادل إيبيريا وهسبانيا.

## فتح هيسبانيا
بدأ في نهايات القرن الثاث قبل الميلاد كغزو استراتيجي وذلك لقطع خطوط توصيل المؤن القرطاجية التي تدعم شبه الجزيرة الإيطالية من قبل انيبال اثناء الحرب البونيقية الثانية، وقد استمر اثنى عشر عاما وتم طرد القوات القرطاجية نهائيا من الجزيرة.بالرغم من تأخر روما حوالى قرنين حتى استطاعت ان تتحكم كليا في الجزيرة الإيبيرية، الا أنه يرجع اساسا إلى المقاومة القوية للقبائل في الداخل مثل (الشعوب الكلتية-اللوستيان-الاسترويين-الكنتابريين...الخ) الذين قاوموا الغزاة قرنين من الزمان كانت الحروب خلالها متقطعة ولكن عنيفة للغاية وقاسية، واستمرت الهيمنة الرومانية حتى دخول هيسبانيا في أول القبائل البربرية، وذلك في القرن الخامس وتشكل أثناء السبعة قرون من النفوذ الرومانى قبيلة متجانسة في إسبانيا أطلق عليها اسم «هسبانيا الرومانية».

## النفوذ الروماني في شبه الجزيرة الايبيرية
بينما روما كانت تفرض هيمنتها على الجزية الايبيرية، فقد حملت أيضا طريقتهم الخاصة لفهم الحياة: اقتصادهم وقوانينهم والبنية التحتية التي سمحت لهم بالحفاظ على الامبراطورية والحفاظ على المظاهر الفنية من جميع الأنواع. وبعد كل هذا حافظت اليوم على إرث مهم ليس فقط أثري بل ثقافى أيضا، فإنه لا يزال من اللغات الرومانسية التي يتحدث بها في إسبانيا والبرتغال، فهى لغة مشتقة من اللاتينية.

## التنظيم السياسي
تقريبا منذ اللحظة الأولى، نظم الرومان هسبانيا من خلال تقسيم مختلف للمقاطعات الإدارية وكان الحكم في هذه المقاطعات للحكومات الخاصة بالحكام وهؤلاء الحكام كانوبمثابة ولاه لروما؛ وعلى مدار حكم الرومان لإسبانيا قسمت إلى مقاطعات كالأتي:
- هسبانيا العليا: وهوالاسم يطلق على مقاطعات منطقة جنوب وغرب هسبانيا.
- هسبانيا السفلى: وهوالاسم يطلق على مقاطعات منطقة الشرق.

## المدن
تركزت عملية الصباغة الرومانية بشكل رئيسي على المدن، حيث أنها تعتبر النواة المصدره للثقافه الجديدة، وبدأت سياسة التحضر منذ اللحظات الأولى. أثناء العصر الجمهوري جذبت الثروات المعدنية والزراعية الكثير من المهاجرين الرومان وخاصة بعد أزمة القرن الثاني قبل الميلاد. وهذه الوحدات من الجنود أستقرت في شبه الجزيرة وبدأوفي أنشاء تماثيل قضائية غريبه ومثال على هذه المرحلة هي تماثيل مدينة كارتيا.
مع تولية سيارخوليوبدأت فتره من الأستعمار والتحكم، حيث أنه حل المشاكل التي طالما عانت منها إيطاليا؛ حيث أنه أستقر في أسبانيا هووجنوده وأسس العديد من المستعمرات الجديدة ومنح الجنسية الإيطالية إلى الأدرات التي كانت موجوده بالفعل كمكافأه على إخلاصهم له في الحرب الأهلية التي دارت مع بومبايوفي شبه الجزيرة، ولهذا الكثير منهم استقروفي بيتكا. صار أوجوستوعلى نفس نهج سيسار وهذه هي تلمدن التي تنتمي إلى فترة أوجوستو: أوسكا، كاساروجستا، كالاجوريس، بتولو، سيجوبريج، بالريا، يردا، لوليوبريجا...ألخ.أما بيسباسينوفقد منح الحق الاتيني إلى جميع المواطنين الإسبان.

## إسبانيا اللاتيية
الصباغة الاتينيه، وهي تعد واحده من أهم المظاهر الرومانية في شبه الجزيرة. وهذه العملية تهدف إلى فقد السكان الأصليين إلى لغاتهم الأم بأستثناء لغة الأوسكيرا وهذا هوالموقف المصاحب للغات المنتميه إلى الاتينيه، والتي أشتقت منها فيما بعد العديد من اللغات الرومانية. تعد بداية عملية الصباغة الاتينيه منذ وصول روما في عام 218 قبل الميلاد، وأستمرت عملية التحويا الرسمي إلى زمن الأمبراطوريه الرومانية وذلك في عام 19 قبل الميلاد، أثناء حكومة 
أوجوستو.